# Мохаммад Асеф Делавар
Мохаммад Асеф Делавар (англ. Mohammad Asef Delawar, 1949) — афганський військовий та дипломат. Начальник Генерального Штабу Збройних сил Афганістану. Надзвичайний і Повноважний Посол Афганістану в Україні. Генерал армії Афганістану (1990).

## Життєпис
У 1968—1980 рр. — командир взводу, роти, батальйону, полку 14-ї піхотної дивізії.
У 1980—1981 рр. — заступник командира 14-ї піхотної дивізії.
У 1981—1982 рр. — командир 14-ї піхотної дивізії м. Газні.
У 1982—1985 рр. — командир 12-ї піхотної дивізії 3-го корпусу.
З 1985 року — Командир 3-го армійського корпусу армії ДРА. Член Народно-демократичної партії Афганістану (НДПА), фракція «Парчам/Прапор».
Навесні 1986 відзначився вміло керуючи своїм корпусом під час військової операції по розгрому бази бойовиків Джавара / «Вовча яма» в окрузі Хост.
З лютого 1989 — одночасно, член Вищої ради оборони.
Навесні-влітку 1989 — начальник успішної оборони Джалалабада. За що підвищений в генерал-полковники.
З серпня 1989 — начальник Генерального Штабу.
У квітні 1992 — фактично без бою здав Кабул військам Ахмад Шах Масуда.
У 1992 році зберіг посаду начальника Генерального штабу і при режимі моджахедів.
29 вересня 1992 — поблизу з його машиною підірвана бомба — загинули водій і перехожий, сам — поранений. Після чого емігрував до Великої Британії.
З середини 1990-х — повернувся, перейшов на службу до Ахмад Шах Масуда.
Навесні 2000 — був призначений Ахмад Шах Масудом тимчасовим командувачем його військ. Вів важкі бої з талібами в районі Кабула і на півночі Афганістану.
До 20 вересня 2003 року Начальник Генерального Штабу Збройних сил Афганістану у Хаміда Карзая.
З 2005 по 2010 — Надзвичайний і Повноважний посол Афганістану в Києві.